# Tanderosie

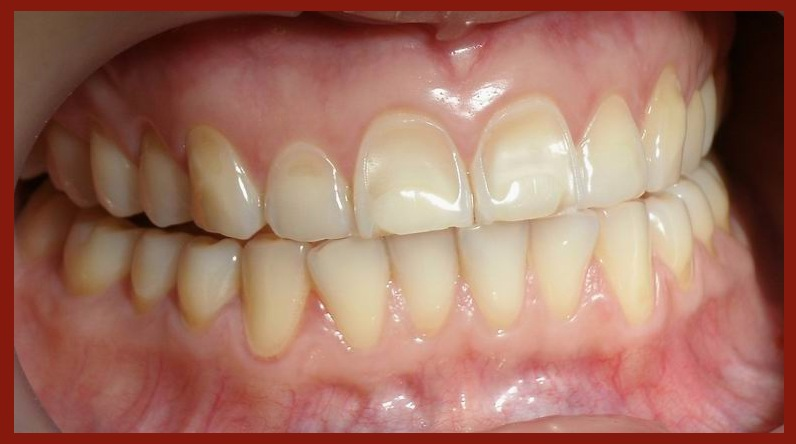
Tanderosie

Tanderosie is het oplossen van tandglazuur door inwerking van zuur. Het gaat langzaam en is slecht te herkennen. Vroegtijdige herkenning is belangrijk. Als tanderosie niet wordt bestreden, kunnen zuren het tandglazuur of blootliggende tandbeen oplossen. Tandmineraal bestaat voornamelijk uit calcium en fosfaat en kan makkelijk oplossen in zuur. Wanneer tandglazuur oplost hebben bacteriën vrij spel en is cariës onvermijdelijk.

## Verschijningen
Tanderosie wordt meestal pas in een vergevorderd stadium ontdekt. Vaak is bij klachten het tandglazuur al (gedeeltelijk) verdwenen. De voortanden vertonen slijtplekken, worden korter, dunner en worden doorschijnender. De tanden kunnen door het doorschijnende tandbeen donkerder (geler) worden. In tegenstelling tot cariës is gedane schade door tanderosie onomkeerbaar.

## Zuren
Zowel intrinsieke zuren als extrinsieke zuren kunnen aanleiding geven tot tanderosie bij regelmatig contact met het tandoppervlak.
Met extrinsieke zuren, bedoelt men zuren afkomstig uit de voeding. Zuur in voeding lost dan het tandglazuur op. Hoe meer, hoe vaker en hoe langer er zure producten in de mond terechtkomen, hoe groter de kans op tanderosie.
Voorbeelden van zure voeding zijn frisdranken (ook light-frisdranken) en fruit.
Het regelmatig drinken van frisdrank, of het gedurende een lange periode nemen van kleine slokjes frisdrank, zijn af te raden.
Zuigen op een citroen of sinaasappel is funest voor het tandglazuur.
Met intrinsieke zuren, bedoelt men zuren afkomstig uit het lichaam, maagzuur dus.
Maagzuur kan door middel van oprispingen in de mond komen, waardoor erosie kan optreden. Vaak hebben mensen met extreme vermageringsdrang, zoals anorexia nervosa en boulimia nervosa, veel last van tanderosie.

## Frisdranken en vruchtensappen
Frisdrank smaakt doorgaans zoet. De eveneens vaak aanwezige zure smaak proeft men niet doordat fabrikanten suikers of zoetstof toevoegen. Deze maskeren het fosfor-, citroen-, of appelzuur dat de frisdrank zo fris maakt. Zoetstoffen maskeren de zure smaak wel maar neutraliseren deze niet. Vruchtensappen zijn daarentegen nóg zuurder en zijn dus nóg slechter voor het gebit. Vaak zijn sportdranken en rode of witte wijn ook zuur. Bijna elke drank is zuur. Water, melk, zwarte koffie en thee zonder suiker zijn uitzonderingen. In tegenstelling tot de neutraliserende suikerloze thee is de tegenwoordig zeer populaire ijsthee juist een van de zuurste dranken.

## Mixdranken
Tegenwoordig zijn frisdranken en mixdrankjes zoals breezers erg populair onder jongeren. Al deze dranken bevatten veel zuur (light-dranken niet uitgesloten) en vormen een groot risico voor tanderosie. In mixdranken is vaak alcohol toegevoegd. Alcohol heeft een oplossende werking en kan het tanderosieproces versnellen.

## Voedingsmiddelen
Alle zure voedingsmiddelen kunnen schadelijk zijn voor het gebit. Voor zuur fruit moet men extra oppassen. Citrusvruchten, zwarte bessen, appels, bramen, druiven, kiwi's, mango's zijn vruchten die tanderosie in de hand werken. Ook het zuigen op zure vitamine C-tabletten kan door het aanwezige zuur funest voor de tanden zijn. Het tandheelkundig adagium van de twintigste eeuw snoep verstandig, eet een appel is ten gevolge van tanderosie in een ander daglicht komen te staan.

## Medicijnen
Medicijnen kunnen de afgifte van speeksel remmen. Speeksel geeft een natuurlijke bescherming en neutraliseert het zuur sneller. Bij een droge mond worden zuren minder snel geneutraliseerd. Als men dan veel zure producten eet of drinkt, is de kans op tanderosie extra groot.

## Kenmerken
- Doffe en gladde tanden / kiezen in beginfase
- Bij langdurige tanderosie is verdwijning van het tandglazuur mogelijk. Het lichtgeel gekleurde tandbeen (dentine) wordt dan zichtbaar.
- Vullingen gaan bij vergevorderde tanderosie boven het tandoppervlak uitsteken.
- Dunner glazuur maakt tanden en kiezen gevoeliger voor warmte en kou.

## Trivia
In de Southpark-aflevering Royal Pudding verschijnt Tooth Decay (tanderosie) ten tonele als een personage.